# Dasychira cymata
Dasychira cymata är en fjärilsart som beskrevs av Swinhoe 1907. Dasychira cymata ingår i släktet Dasychira och familjen tofsspinnare. Inga underarter finns listade i Catalogue of Life.